# Liste der Baudenkmäler in Wittibreut
Auf dieser Seite sind die Baudenkmäler in der niederbayerischen Gemeinde Wittibreut zusammengestellt. Diese Tabelle ist eine Teilliste der Liste der Baudenkmäler in Bayern. Grundlage ist die Bayerische Denkmalliste, die auf Basis des Bayerischen Denkmalschutzgesetzes vom 1. Oktober 1973 erstmals erstellt wurde und seither durch das Bayerische Landesamt für Denkmalpflege geführt wird. Die folgenden Angaben ersetzen nicht die rechtsverbindliche Auskunft der Denkmalschutzbehörde.

## Baudenkmäler nach Ortsteilen

### Wittibreut
| Lage                                              | Objekt                                                       | Beschreibung | Akten-Nr.    | Bild |
| ------------------------------------------------- | ------------------------------------------------------------ | --- | ------------ | --- |
| Hauptstraße 15 (Standort)                         | Wallfahrtskapelle zum Gnadenbrünnlein                        | quadratischer Bau, in der Mitte höherer Kernbau mit Zeltdach und Dachreiter, 18. Jahrhundert; mit Ausstattung; westlich unterhalb des Friedhofs                                                                                                  | D-2-77-152-2 | BW |
| Hauptstraße 15 (Standort)                         | Katholische Pfarrkirche St. Maria, St. Philipp und St. Jakob | im Kern einschiffiger spätgotischer Bau des frühen 14. Jahrhunderts, 1861 nach Westen verlängert und nachfolgend neugotisch überformt; südlich des Chors spätgotischer Turm aus unverputztem Backstein, frühes 14. Jahrhundert; mit Ausstattung. | D-2-77-152-1 | Katholische Pfarrkirche St. Maria, St. Philipp und St. Jakob                                                              |
| Tanner Straße (am westlichen Ortsrand) (Standort) | Wegkapelle                                                   | Satteldachbau mit teilweise freiliegenden Backsteinmauerwerk, 2. Viertel 19. Jahrhundert; mit Ausstattung | D-2-77-152-3 | [[Vorlage:Bilderwunsch/code!/C:48.3298210676,12.98586666584!/D:Tanner Straße (am westlichen Ortsrand), Wegkapelle!/\|BW]] |

### Altersberg
| Lage                    | Objekt                         | Beschreibung | Akten-Nr.    | Bild |
| ----------------------- | ------------------------------ | --- | ------------ | ---- |
| Altersberg 2 (Standort) | Bauernhaus eines Vierseithofes | zweigeschossiger Blockbau, Erdgeschoss teilweise ausgemauert, im Kern Ende 18. Jahrhundert, Dach nachträglich mit Firstrichtung gedreht. | D-2-77-152-4 | BW   |

### Fuchseck
| Lage                  | Objekt              | Beschreibung | Akten-Nr.    | Bild |
| --------------------- | ------------------- | --- | ------------ | ---- |
| Fuchseck 1 (Standort) | Ehemaliges Gasthaus | breit gelagerter Bau mit Blockbau-Obergeschoss, verschaltem Giebelfeld und Übersattel, im Kern 2. Hälfte 18. Jahrhundert; zugehörig zu Vierseithof. | D-2-77-152-6 | BW   |

### Grasberg
| Lage                  | Objekt                                  | Beschreibung | Akten-Nr.     | Bild |
| --------------------- | --------------------------------------- | --- | ------------- | ---- |
| Grasberg 1 (Standort) | Rottaler Bauernhaus eines Vierseithofes | zweigeschossiger Blockbau mit flach geneigtem Satteldach und bemalten Balkenköpfen, Ende 18. Jahrhundert; Remise, mit Ständerbohlenwänden, bezeichnet 1865; Stallstadel, lang gestreckter Bau mit geziegeltem Erdgeschoss, Obergeschoss mit Traufschrot und Gitterbundwerk, etwa gleichzeitig. | D-2-77-152-10 | BW   |

### Haberzagl
| Lage                         | Objekt   | Beschreibung | Akten-Nr.     | Bild |
| ---------------------------- | -------- | --- | ------------- | ---- |
| Akazienweg 7, 7 a (Standort) | Wohnhaus | dreigeschossiger unverputzter Backsteinbau mit Walmdach und Zwerchgiebel, als Bahnhof von Wittibreut geplant, jedoch aufgrund des fehlenden Streckenanschlusses nicht in Funktion genommen, bezeichnet 1876; zugehöriges Nebengebäude, zweigeschossiger Backsteinbau mit Halbwalmdach, gleichzeitig. | D-2-77-152-11 | BW   |

### Hartmannsberg
| Lage                       | Objekt                         | Beschreibung | Akten-Nr.     | Bild |
| -------------------------- | ------------------------------ | --- | ------------- | ---- |
| Hartmannsberg 2 (Standort) | Bauernhaus eines Vierseithofes | zweigeschossiger Blockbau, Erdgeschoss teilweise ausgemauert, im Kern 1. Hälfte 19. Jahrhundert, Dach später; Stadel mit Blockbau-Erdgeschoss und Steilsatteldach, 2. Hälfte 18. Jahrhundert; Stallstadel mit Ständerbohlen-Bundwerk, 1. Hälfte 19. Jahrhundert | D-2-77-152-12 | BW   |

### Hauzenberg
| Lage                    | Objekt                   | Beschreibung                                                             | Akten-Nr.     | Bild |
| ----------------------- | ------------------------ | ------------------------------------------------------------------------ | ------------- | ---- |
| Hauzenberg 6 (Standort) | Zugehöriger Südostflügel | ehemaliger Stallstadel mit Ständerbohlenwand, 2. Viertel 19. Jahrhundert | D-2-77-152-13 | BW   |

### Hof
| Lage             | Objekt                                  | Beschreibung                                                                        | Akten-Nr.     | Bild |
| ---------------- | --------------------------------------- | ----------------------------------------------------------------------------------- | ------------- | ---- |
| Hof 1 (Standort) | Rottaler Bauernhaus eines Vierseithofes | mit Blockbau-Obergeschoss und flach geneigtem Satteldach, 2. Hälfte 18. Jahrhundert | D-2-77-152-14 | BW   |

### Hohenthann
| Lage                     | Objekt                          | Beschreibung | Akten-Nr.     | Bild |
| ------------------------ | ------------------------------- | --- | ------------- | ---- |
| Hohenthann 6 (Standort)  | Bauernhaus des Vierseithofes    | mit Blockbau-Obergeschoss, zwei Giebelschroten und flach geneigtem Satteldach, im Kern Ende 18. Jahrhundert, zum Teil erneuert.                                                                                  | D-2-77-152-16 | BW   |
| Hohenthann 8 (Standort)  | Wohnstallhaus des Vierseithofes | Rottaler Bauernhaus mit Blockbau-Obergeschoss, zwei Giebelschroten und flach geneigtem Satteldach, 2. Hälfte 18. Jahrhundert; zwei Nebengebäude, mit Ständerbohlenbau am Obergeschoss, 1. Hälfte 19. Jahrhundert | D-2-77-152-15 | BW   |
| In Hohenthann (Standort) | Weilerkapelle                   | neugotischer, unverputzter Backsteinbau, bezeichnet 1850; mit Ausstattung. | D-2-77-152-17 | BW   |

### Holzen
| Lage                | Objekt           | Beschreibung                                     | Akten-Nr.     | Bild |
| ------------------- | ---------------- | ------------------------------------------------ | ------------- | ---- |
| Holzen 6 (Standort) | Zugehörig Stadel | mit Ständerbohlen-Bundwerk, Ende 18. Jahrhundert | D-2-77-152-18 | BW   |

### Hutting
| Lage                 | Objekt                   | Beschreibung | Akten-Nr.     | Bild |
| -------------------- | ------------------------ | --- | ------------- | ---- |
| Hutting 1 (Standort) | Ehemaliges Wohnstallhaus | Ziegelbau, Blockbau-Dachgeschoss mit Kniestock, Giebelschrot, mit flach geneigtem Satteldach, im Kern um 1800, Ausbaudetails um 1900. | D-2-77-152-46 | BW   |

### Imerlsöd
| Lage                  | Objekt                                  | Beschreibung | Akten-Nr.     | Bild |
| --------------------- | --------------------------------------- | --- | ------------- | ---- |
| Imerlsöd 1 (Standort) | Rottaler Bauernhaus eines Vierseithofes | zweigeschossiger Blockbau mit Giebelschrot und flach geneigtem Satteldach, bezeichnet 1722, im Kern 2. Hälfte 17. Jahrhundert; seitlich zwei Stadel mit geziegeltem Erdgeschoss und Ständerbohlenbau, der westliche mit Getreidekasten, 18./19. Jahrhundert | D-2-77-152-20 | BW   |

### Lofersöd
| Lage                  | Objekt                         | Beschreibung | Akten-Nr.     | Bild |
| --------------------- | ------------------------------ | --- | ------------- | ---- |
| Lofersöd 1 (Standort) | Bauernhaus eines Vierseithofes | ehemaliges Wohnstallhaus, zum Teil in offenem Blockbau, mit erneuertem flach geneigtem Satteldach, im Kern Ende 18. Jahrhundert | D-2-77-152-23 | BW   |

### Schlott
| Lage                   | Objekt                                    | Beschreibung | Akten-Nr.     | Bild |
| ---------------------- | ----------------------------------------- | --- | ------------- | ---- |
| Schlott 4 a (Standort) | Bauernhaus eines ehemaligen Vierseithofes | zweigeschossiger Blockbau mit kleinem Traufschrot, 1. Drittel 19. Jahrhundert, Dach nachträglich mit Firstrichtung gedreht. | D-2-77-152-27 | BW   |

### Schrattenthal
| Lage                       | Objekt              | Beschreibung | Akten-Nr.     | Bild |
| -------------------------- | ------------------- | --- | ------------- | ---- |
| Schrattenthal 6 (Standort) | Kleiner Einfirsthof | ehemaliger Mitterstallbau, zum Teil in Blockbau, mit Satteldach und zwei Giebelschroten, 2. Viertel 19. Jahrhundert | D-2-77-152-28 | BW   |

### Teufelseigen
| Lage                      | Objekt                                    | Beschreibung                                                                | Akten-Nr.     | Bild |
| ------------------------- | ----------------------------------------- | --------------------------------------------------------------------------- | ------------- | ---- |
| Teufelseigen 4 (Standort) | Bauernhaus eines ehemaligen Dreiseithofes | mit Blockbau-Obergeschoss, im Kern 1. Drittel 19. Jahrhundert, Dach später. | D-2-77-152-29 | BW   |

### Thal
| Lage                        | Objekt                                     | Beschreibung | Akten-Nr.     | Bild |
| --------------------------- | ------------------------------------------ | --- | ------------- | ---- |
| In der Flur Thal (Standort) | Feldkapelle                                | Backsteinbau mit Satteldach, 3. Viertel 19. Jahrhundert; nordöstlich von Thal an der Abzweigung nach Kiening.                                                                                             | D-2-77-152-31 | BW   |
| Thal 1 (Standort)           | Ehemaliges Wohnstallhaus des Vierseithofes | Rottaler Bauernhaus mit zweigeschossigem Blockbau, zwei Giebelschroten und flach geneigtem Satteldach, bezeichnet 1720; Südflügel mit Ständerbohlenbau am Obergeschoss (Heuboden), Anfang 19. Jahrhundert | D-2-77-152-30 | BW   |

### Ulbering
| Lage                     | Objekt                                             | Beschreibung | Akten-Nr.     | Bild                                               |
| ------------------------ | -------------------------------------------------- | --- | ------------- | -------------------------------------------------- |
| Dorfstraße 17 (Standort) | Ehemaliger Einfirsthof                             | mit verschindeltem Blockbau-Obergeschoss, Traufschrot und flach geneigtem Satteldach, Anfang 19. Jahrhundert                             | D-2-77-152-33 | BW                                                 |
| Dorfstraße 21 (Standort) | Katholische Pfarrkirche St. Maria Patrona Bavariae | Saalkirche im Heimatstil mit neubarocken Anklängen, von Architekt Wagner 1925 erbaut unter Einbezug des Chors von 1893; mit Ausstattung. | D-2-77-152-35 | Katholische Pfarrkirche St. Maria Patrona Bavariae |
| Ringstraße 4 (Standort)  | Bauernhaus eines Vierseithofes                     | Rottaler Bauernhaus mit Blockbau-Obergeschoss, 2. Hälfte 18. Jahrhundert, Schrote Mitte 19. Jahrhundert                                  | D-2-77-152-32 | BW                                                 |

### Weiding
| Lage                   | Objekt                            | Beschreibung | Akten-Nr.     | Bild |
| ---------------------- | --------------------------------- | --- | ------------- | ---- |
| Weiding 2 a (Standort) | Wohnstallhaus eines Vierseithofes | Rottaler Bauernhaus mit zweigeschossiger Blockbau, Giebelschrot und flach geneigtem Satteldach, bezeichnet 1806. | D-2-77-152-40 | BW   |
| Weiding 4 (Standort)   | Wohnstallhaus eines Vierseithofes | Rottaler Bauernhaus, Blockbau mit flach geneigtem Satteldach, um 1830/40.                                        | D-2-77-152-41 | BW   |

### Witzmaning
| Lage                    | Objekt  | Beschreibung                                                                               | Akten-Nr.     | Bild |
| ----------------------- | ------- | ------------------------------------------------------------------------------------------ | ------------- | ---- |
| Witzmaning 3 (Standort) | Kapelle | verputzter Ziegelbau mit dreiseitigem Schluss, 2. Hälfte 19. Jahrhundert; mit Ausstattung. | D-2-77-152-42 | BW   |

### Wolkertsham
| Lage                           | Objekt                    | Beschreibung | Akten-Nr.     | Bild |
| ------------------------------ | ------------------------- | --- | ------------- | ---- |
| Kienberger Straße 4 (Standort) | Zugehöriges Mühlengebäude | zweigeschossig mit Kniestock und Satteldach, mit Bruchsteinsockel, Eckquaderung und Putzornamentik, Haustür bezeichnet 1910. | D-2-77-152-45 | BW   |

### Würm
| Lage              | Objekt                                    | Beschreibung | Akten-Nr.     | Bild |
| ----------------- | ----------------------------------------- | --- | ------------- | ---- |
| Würm 1 (Standort) | Bauernhaus eines ehemaligen Vierseithofes | zweigeschossiger, zum Teil verbretterter Blockbau, Erdgeschoss teilweise ausgeziegelt, im Kern 2. Hälfte 18. Jahrhundert, Dach nachträglich in Firstrichtung gedreht. | D-2-77-152-43 | BW   |

### Zaun
| Lage              | Objekt                                  | Beschreibung | Akten-Nr.     | Bild |
| ----------------- | --------------------------------------- | --- | ------------- | ---- |
| Zaun 1 (Standort) | Rottaler Bauernhaus eines Vierseithofes | zweigeschossiger Blockbau mit zwei Giebelschroten und flach geneigtem Satteldach, Ende 18. Jahrhundert; gegenüber Stallstadel, Obergeschoss mit Ständerbohlenkonstruktion, 1. Drittel 19. Jahrhundert | D-2-77-152-44 | BW   |

## Ehemalige Baudenkmäler
In diesem Abschnitt sind Objekte aufgeführt, die früher einmal in der Denkmalliste eingetragen waren, jetzt aber nicht mehr. Objekte, die in anderem Zusammenhang also z. B. als Teil eines Baudenkmals weiter eingetragen sind, sollen hier nicht aufgeführt werden. Aktennummern in diesem Abschnitt sind ehemalige, jetzt nicht mehr gültige Aktennummern.

| Lage                       | Objekt                         | Beschreibung | Akten-Nr.            | Bild |
| -------------------------- | ------------------------------ | --- | -------------------- | ---- |
| Fatzöd Fatzöd 1 (Standort) | Bauernhaus eines Vierseithofes | ehemaliges Wohnstallhaus, verschaltes Blockbau-Obergeschoss, mit Traufschrot, im Kern Ende 18. Jahrhundert, Dach nachträglich mit Firstrichtung gedreht. | nicht mehr vorhanden | BW   |
| Geiern Geiern 1 (Standort) | Bauernhaus                     | zweigeschossiger Putzbau mit Blockbau-Giebel und flach geneigtem Satteldach, im Kern 18. Jahrhundert                                                     | nicht mehr vorhanden | BW   |